# Arabella Hospitality
Die Arabella Hospitality SE mit Sitz in München ist als Eigentümer, Entwickler, Pächter und Betreiber von Stadthotels, Familienresorts und Luxushotels in Deutschland, Österreich, der Schweiz und auf Mallorca aktiv. Das Hotelportfolio umfasst 17 Häuser mit mehr als 3.400 Zimmern. Ergänzt wird das Portfolio um sechs Golfplätze, darunter vier, die unter der Dachmarke Arabella Golf auf Mallorca im Eigenbetrieb von der Arabella Hospitality geführt werden. Für die zwei weiteren Golfplätze ist die Arabella Hospitality Lizenzgeber der Marke Arabella Golf in Deutschland und der Schweiz. Die Arabella Hospitality ist Teil der Schörghuber Gruppe – ein bayerisches Familienunternehmen, das neben dem Hotelgeschäft auch in den Bereichen Development, Real Estate, Getränke sowie Seafood national und international erfolgreich unternehmerisch tätig ist.

## Partnerschaften und Marken
Die Arabella Hospitality arbeitet mit internationalen Hotelketten und Partnern zusammen. Dazu zählen Marriott International, eine der weltweit größten Hotelgesellschaften, sowie Rosewood Hotels & Resorts. Die Häuser werden unter den Marriott-Marken St. Regis, The Luxury Collection, Westin, Sheraton, Four Points by Sheraton, Aloft, Autograph Collection, a Tribute Portfolio und Residence Inn betrieben. Darunter befinden sich auch zwei Hotels der Eigenmarke Arabella im gehobenen Resort-Bereich. Zum Portfolio gehören ebenfalls zwei Häuser der Ultra-Luxus-Marke Rosewood in München und am Fuschlsee im Salzburger Land in Österreich. Im Dezember 2024 wurde eine weitere Zusammenarbeit mit der in der Schweiz ansässigen Artisa Group bekanntgegeben, um das Grand Hotel Locarno im Tessin wiederzueröffnen. Die Wiedereröffnung ist für 2027 geplant.

## Geschichte
Arabella Hospitality wurde 1969 von Josef Schörghuber, dem Firmengründer der Schörghuber Gruppe, gegründet. Das erste Hotel im Portfolio war das Arabella Hotel Bogenhausen, das 1969 in München eröffnet wurde. In den folgenden Jahren expandierte das Unternehmen weiter in Deutschland und eröffnete 1973 sein erstes Hotel außerhalb Bayerns in Frankfurt. Mit dem Kauf des Golfplatzes Son Vida auf Mallorca im Jahr 1988 erweiterte die Arabella Hospitality seine Aktivitäten auf die spanische Ferieninsel und das internationale Golfgeschäft. 1992 öffnete das Sheraton Mallorca Arabella Golf Hotel, und das Unternehmen wurde durch das Joint Venture mit ITT Sheraton (heute Marriott International) 1998 zum globalen Akteur im Luxushotelmarkt.
2015 erfolgte die Eröffnung der ersten Aloft-Hotels in Deutschland, in München und Stuttgart, in Kooperation mit der Bayerischen Hausbau, einer weiteren Tochtergesellschaft der Schörghuber Gruppe. 2023 wurde das Rosewood Munich, das erste Hotel der Luxusmarke Rosewood in Deutschland, sowie das Residence Inn by Marriott Munich Central nach umfassender Modernisierung eröffnet. 2024 folgte die Eröffnung des Ultra-Luxushotels Rosewood Schloss Fuschl im Salzburger Land in Österreich.

## Portfolio
Das Portfolio der Arabella Hospitality umfasst 17 Häuser in den Kernmärkten Deutschland, Österreich, Schweiz und Mallorca. Ergänzt wird das Portfolio der Arabella Hospitality um sechs Golfplätze, die teils im Eigenbetrieb sind und teils über Marketingkooperationen betrieben werden. Die Plätze liegen in Deutschland, der Schweiz und Spanien. In den Kernmärkten ist das Unternehmen wie folgt aufgestellt:

### Deutschland
- Rosewood Munich
- The Westin Grand Munich
- Four Points by Sheraton München Arabellapark
- Residence Inn by Marriott Munich Central
- Aloft München
- Arabella Alpenhotel am Spitzingsee, a Tribute Portfolio Hotel
- The Westin Grand Frankfurt
- The Westin Hamburg
- Sheraton Hannover Pelikan Hotel
- Aloft Stuttgart

### Österreich
- Rosewood Schloss Fuschl
- Arabella Jagdhof Resort am Fuschlsee, a Tribute Portfolio Hotel

### Schweiz
- Neues Schloss Privat Hotel Zürich, Autograph Collection
- Sheraton Zürich

### Mallorca
- Castillo Hotel Son Vida, a Luxury Collection Hotel
- The St. Regis Mardavall Mallorca Resort
- Sheraton Mallorca Arabella Golf Hotel

## Auszeichnungen
- Rosewood Munich, 2 Keys, Guide Michelin
- Rosewood Schloss Fuschl, 3 Keys, Guide Michelin
- Castillo Hotel Son Vida,  Spanien, 1 Key, Guide Michelin